# Liste des titres musicaux numéro un aux États-Unis en 1994
Cette page liste les titres musicaux ayant le plus de succès au cours de l'année 1994 aux États-Unis d'après le magazine Billboard.

## Historique
| Date         | Artiste(s)                    | Titre                      | Référence |
| ------------ | ----------------------------- | -------------------------- | --------- |
| 1er janvier  | Mariah Carey                  | Hero                       |           |
| 8 janvier    | Mariah Carey                  | Hero                       |           |
| 15 janvier   | Mariah Carey                  | Hero                       |           |
| 22 janvier   | Bryan Adams/Rod Stewart/Sting | All for Love               |           |
| 29 janvier   | Bryan Adams/Rod Stewart/Sting | All for Love               |           |
| 5 février    | Bryan Adams/Rod Stewart/Sting | All for Love               |           |
| 12 février   | Céline Dion                   | The Power of Love          |           |
| 19 février   | Céline Dion                   | The Power of Love          |           |
| 26 février   | Céline Dion                   | The Power of Love          |           |
| 5 mars       | Céline Dion                   | The Power of Love          |           |
| 12 mars      | Ace of Base                   | The Sign                   |           |
| 19 mars      | Ace of Base                   | The Sign                   |           |
| 26 mars      | Ace of Base                   | The Sign                   |           |
| 2 avril      | Ace of Base                   | The Sign                   |           |
| 9 avril      | R. Kelly                      | Bump N' Grind              |           |
| 16 avril     | R. Kelly                      | Bump N' Grind              |           |
| 23 avril     | R. Kelly                      | Bump N' Grind              |           |
| 30 avril     | R. Kelly                      | Bump N' Grind              |           |
| 7 mai        | Ace of Base                   | The Sign                   |           |
| 14 mai       | Ace of Base                   | The Sign                   |           |
| 21 mai       | All-4-One                     | I Swear                    |           |
| 28 mai       | All-4-One                     | I Swear                    |           |
| 4 juin       | All-4-One                     | I Swear                    |           |
| 11 juin      | All-4-One                     | I Swear                    |           |
| 18 juin      | All-4-One                     | I Swear                    |           |
| 25 juin      | All-4-One                     | I Swear                    |           |
| 2 juillet    | All-4-One                     | I Swear                    |           |
| 9 juillet    | All-4-One                     | I Swear                    |           |
| 16 juillet   | All-4-One                     | I Swear                    |           |
| 23 juillet   | All-4-One                     | I Swear                    |           |
| 30 juillet   | All-4-One                     | I Swear                    |           |
| 6 août       | Lisa Loeb & Nine Stories      | Stay (I Missed You)        |           |
| 13 août      | Lisa Loeb & Nine Stories      | Stay (I Missed You)        |           |
| 20 août      | Lisa Loeb & Nine Stories      | Stay (I Missed You)        |           |
| 27 août      | Boyz II Men                   | I'll Make Love to You      |           |
| 3 septembre  | Boyz II Men                   | I'll Make Love to You      |           |
| 10 septembre | Boyz II Men                   | I'll Make Love to You      |           |
| 17 septembre | Boyz II Men                   | I'll Make Love to You      |           |
| 24 septembre | Boyz II Men                   | I'll Make Love to You      |           |
| 1er octobre  | Boyz II Men                   | I'll Make Love to You      |           |
| 8 octobre    | Boyz II Men                   | I'll Make Love to You      |           |
| 15 octobre   | Boyz II Men                   | I'll Make Love to You      |           |
| 22 octobre   | Boyz II Men                   | I'll Make Love to You      |           |
| 29 octobre   | Boyz II Men                   | I'll Make Love to You      |           |
| 5 novembre   | Boyz II Men                   | I'll Make Love to You      |           |
| 12 novembre  | Boyz II Men                   | I'll Make Love to You      |           |
| 19 novembre  | Boyz II Men                   | I'll Make Love to You      |           |
| 26 novembre  | Boyz II Men                   | I'll Make Love to You      |           |
| 3 décembre   | Boyz II Men                   | On Bended Knee             |           |
| 10 décembre  | Boyz II Men                   | On Bended Knee             |           |
| 17 décembre  | Ini Kamoze                    | Here Comes the Hotsptepper |           |
| 24 décembre  | Ini Kamoze                    | Here Comes the Hotsptepper |           |
| 31 décembre  | Boyz II Men                   | On Bended Knee             |           |